# 2016年托波克大火
2016年托波克大火發生於2016年4月，大火發生於加利福尼亞州尼德爾斯及亞利桑那州托波克附近。是次大火燃燒大量雪松。

## 外部連結
- Information on the fire（页面存档备份，存于）